# Мезоморфний перехід
Мезоморфний перехід (рос. мезоморфный переход, англ. mesomorphic transition) — перехід, що відбувається між повністю впорядкованим твердим кристалічним станом та ізотропною рідиною. Такі переходи можуть відбуватись:
- з кристала в рідкий кристал,
- з рідкого кристала в інший рідкий кристал,
- з рідкого кристала в ізотропну рідину.